# Funzione test (ottimizzazione)
Le funzioni test sono delle funzioni pensate e utilizzate per testare il funzionamento e l'efficienza degli algoritmi di ottimizzazione. Gli aspetti dell'algoritmo che tipicamente interessa mettere alla prova sono la velocità di convergenza, la precisione del risultato e la robustezza dell'algoritmo. Le funzioni test sono spesso problemi artificiali che mettono alla prova gli algoritmi in situazioni particolarmente scomode, ad esempio nella ricerca di minimi in funzioni particolarmente piatte (come un punto di minimo di una funzione continua nel quale si annullano molte derivate successive), funzioni il cui comportamento globale approssima quello di una funzione unimodale ma che in realtà presenta altri estremi locali, funzioni con un gran numero di punti di ottimo locali significativi, o funzioni il cui andamento globale non fornisce indicazioni significative sulla posizione dei punti di ottimo.
Nel seguito sono riportate alcune tra le più note funzioni test con una espressione in forma generale e le loro principali caratteristiche.

## Principali funzioni test
Le funzioni test presentate nel seguito sono riportate in Bäck, Haupt et. al. e dalla libreria software di Rody Oldenhuis.
| Nome                              | Grafico                       | Espressione | Minimo | Dominio di ricerca                                                            |
| --------------------------------- | ----------------------------- | --- | --- | ----------------------------------------------------------------------------- |
| Funzione di Ackley                | Ackley's function for n=2     | {\displaystyle f(x,y)=-20\exp \left(-0.2{\sqrt {0.5\left(x^{2}+y^{2}\right)}}\right)} {\displaystyle -\exp \left(0.5\left(\cos \left(2\pi x\right)+\cos \left(2\pi y\right)\right)\right)+20+e.\quad }                        | {\displaystyle f(0,0)=0} | {\displaystyle -5\leq x,y\leq 5}                                              |
| Funzione sferica                  | Sphere function for n=2       | {\displaystyle f({\boldsymbol {x}})=\sum _{i=1}^{n}x_{i}^{2}.\quad } | {\displaystyle f(x_{1},\dots ,x_{n})=f(0,\dots ,0)=0} | {\displaystyle -\infty \leq x_{i}\leq \infty }, {\displaystyle 1\leq i\leq n} |
| Funzione di Rosenbrock            | Rosenbrock's function for n=2 | {\displaystyle f({\boldsymbol {x}})=\sum _{i=1}^{n-1}\left[100\left(x_{i+1}-x_{i}^{2}\right)^{2}+\left(x_{i}-1\right)^{2}\right].\quad }                                                                                      | {\displaystyle {\text{Min}}={\begin{cases}n=2&\rightarrow \quad f(1,1)=0,\\n=3&\rightarrow \quad f(1,1,1)=0,\\n>3&\rightarrow \quad f\left(\underbrace {1,\dots ,1} _{(n){\text{ times}}}\right)=0.\\\end{cases}}}              | {\displaystyle -\infty \leq x_{i}\leq \infty }, {\displaystyle 1\leq i\leq n} |
| Funzione di Powell                |                               | {\displaystyle f({\boldsymbol {x}})=\sum _{i=1}^{n/4}\left[(x_{4i-3}+10x_{4i-2})^{2}+5(x_{4i-1}-x_{4i})^{2}\right.} {\displaystyle \left.+(x_{4i-2}-2x_{4i-1})^{2}+(10x_{4i-3}-x_{4i})^{4}\right].\quad }                     | {\displaystyle f(x_{1},\dots ,x_{n})=f(0,\dots ,0)=0} | {\displaystyle x_{i}\in [-4,5]} {\displaystyle \forall i=1,\,...,\,n}         |
| Funzione di Beale                 | Beale's function              | {\displaystyle f(x,y)=\left(1.5-x+xy\right)^{2}+\left(2.25-x+xy^{2}\right)^{2}} {\displaystyle +\left(2.625-x+xy^{3}\right)^{2}.\quad }                                                                                       | {\displaystyle f(3,0.5)=0} | {\displaystyle -4.5\leq x,y\leq 4.5}                                          |
| Funzione di Goldstein–Price       | Goldstein–Price function      | {\displaystyle f(x,y)=\left(1+\left(x+y+1\right)^{2}\left(19-14x+3x^{2}-14y+6xy+3y^{2}\right)\right)} {\displaystyle \left(30+\left(2x-3y\right)^{2}\left(18-32x+12x^{2}+48y-36xy+27y^{2}\right)\right).\quad }               | {\displaystyle f(0,-1)=3} | {\displaystyle -2\leq x,y\leq 2}                                              |
| Funzione di Booth                 | Booth's function              | {\displaystyle f(x,y)=\left(x+2y-7\right)^{2}+\left(2x+y-5\right)^{2}.\quad } | {\displaystyle f(1,3)=0} | {\displaystyle -10\leq x,y\leq 10}.                                           |
| Funzione di Bukin n.6             | Bukin function N.6            | {\displaystyle f(x,y)=100{\sqrt {\left\|y-0.01x^{2}\right\|}}+0.01\left\|x+10\right\|.\quad } | {\displaystyle f(-10,1)=0} | {\displaystyle -15\leq x\leq -5}, {\displaystyle -3\leq y\leq 3}              |
| Funzione di Matyas                | Matyas function               | {\displaystyle f(x,y)=0.26\left(x^{2}+y^{2}\right)-0.48xy.\quad } | {\displaystyle f(0,0)=0} | {\displaystyle -10\leq x,y\leq 10}                                            |
| Funzione di Lévi n.13             | Lévi function N.13            | {\displaystyle f(x,y)=\sin ^{2}\left(3\pi x\right)+\left(x-1\right)^{2}\left(1+\sin ^{2}\left(3\pi y\right)\right)} {\displaystyle +\left(y-1\right)^{2}\left(1+\sin ^{2}\left(2\pi y\right)\right).\quad }                   | {\displaystyle f(1,1)=0} | {\displaystyle -10\leq x,y\leq 10}                                            |
| Funzione del cammello a tre gobbe | Three Hump Camel function     | {\displaystyle f(x,y)=2x^{2}-1.05x^{4}+{\frac {x^{6}}{6}}+xy+y^{2}.\quad } | {\displaystyle f(0,0)=0} | {\displaystyle -5\leq x,y\leq 5}                                              |
| Funzione di Easom                 | Easom function                | {\displaystyle f(x,y)=-\cos \left(x\right)\cos \left(y\right)\exp \left(-\left(\left(x-\pi \right)^{2}+\left(y-\pi \right)^{2}\right)\right).\quad }                                                                          | {\displaystyle f(\pi ,\pi )=-1} | {\displaystyle -100\leq x,y\leq 100}                                          |
| Funzione cross-in-tray            | Cross-in-tray function        | {\displaystyle f(x,y)=-0.0001\left(\left\|\sin \left(x\right)\sin \left(y\right)\exp \left(\left\|100-{\frac {\sqrt {x^{2}+y^{2}}}{\pi }}\right\|\right)\right\|+1\right)^{0.1}.\quad }                                       | {\displaystyle {\text{Min}}={\begin{cases}f\left(1.34941,-1.34941\right)&=-2.06261\\f\left(1.34941,1.34941\right)&=-2.06261\\f\left(-1.34941,1.34941\right)&=-2.06261\\f\left(-1.34941,-1.34941\right)&=-2.06261\\\end{cases}}} | {\displaystyle -10\leq x,y\leq 10}                                            |
| Funzione di Eggholder             | Eggholder function            | {\displaystyle f(x,y)=-\left(y+47\right)\sin \left({\sqrt {\left\|y+{\frac {x}{2}}+47\right\|}}\right)-x\sin \left({\sqrt {\left\|x-\left(y+47\right)\right\|}}\right).\quad }                                                | {\displaystyle f(512,404.2319)=-959.6407} | {\displaystyle -512\leq x,y\leq 512}                                          |
| Funzione di Hölder                | Holder table function         | {\displaystyle f(x,y)=-\left\|\sin \left(x\right)\cos \left(y\right)\exp \left(\left\|1-{\frac {\sqrt {x^{2}+y^{2}}}{\pi }}\right\|\right)\right\|.\quad }                                                                    | {\displaystyle {\text{Min}}={\begin{cases}f\left(8.05502,9.66459\right)&=-19.2085\\f\left(-8.05502,9.66459\right)&=-19.2085\\f\left(8.05502,-9.66459\right)&=-19.2085\\f\left(-8.05502,-9.66459\right)&=-19.2085\end{cases}}}   | {\displaystyle -10\leq x,y\leq 10}                                            |
| Funzione di McCormick             | McCormick function            | {\displaystyle f(x,y)=\sin \left(x+y\right)+\left(x-y\right)^{2}-1.5x+2.5y+1.\quad } | {\displaystyle f(-0.54719,-1.54719)=-1.9133} | {\displaystyle -1.5\leq x\leq 4}, {\displaystyle -3\leq y\leq 4}              |
| Funzione di Schaffer N. 2         | Schaffer function N.2         | {\displaystyle f(x,y)=0.5+{\frac {\sin ^{2}\left(x^{2}-y^{2}\right)-0.5}{\left(1+0.001\left(x^{2}+y^{2}\right)\right)^{2}}}.\quad }                                                                                           | {\displaystyle f(0,0)=0} | {\displaystyle -100\leq x,y\leq 100}                                          |
| Funzione di Schaffer N. 4         | Schaffer function N.4         | {\displaystyle f(x,y)=0.5+{\frac {\cos \left(\sin \left(\left\|x^{2}-y^{2}\right\|\right)\right)-0.5}{\left(1+0.001\left(x^{2}+y^{2}\right)\right)^{2}}}.\quad }                                                              | {\displaystyle f(0,1.25313)=0.292579} | {\displaystyle -100\leq x,y\leq 100}                                          |
| Funzione di Styblinski–Tang       | Styblinski-Tang function      | {\displaystyle f({\boldsymbol {x}})={\frac {\sum _{i=1}^{n}x_{i}^{4}-16x_{i}^{2}+5x_{i}}{2}}.\quad } | {\displaystyle f\left(\underbrace {-2.903534,\ldots ,-2.903534} _{(n){\text{ volte}}}\right)=-39.16599n} | {\displaystyle -5\leq x_{i}\leq 5}, {\displaystyle 1\leq i\leq n}.            |
| Funzione di Simionescu            | Simionescu function           | {\displaystyle f(x,y)=0.1xy}, {\displaystyle {\text{subjected to: }}x^{2}+y^{2}\leq \left(r_{T}+r_{S}\cos \left(n\arctan {\frac {x}{y}}\right)\right)^{2}} {\displaystyle {\text{where: }}r_{T}=1,r_{S}=0.2{\text{ and }}n=8} | {\displaystyle f(\pm 0.85586214,\mp 0.85586214)=-0.072625} | {\displaystyle -1.25\leq x,y\leq 1.25}                                        |

## Funzioni test per problemi MOP
Le seguenti funzioni test per algoritmi di ottimizzazione multiobiettivo provengono da Deb, Binh et. al. e Binh.
| Nome                                           | Fronte di Pareto                  | Funzioni | Vincoli | Dominio di ricerca |
| ---------------------------------------------- | --------------------------------- | --- | --- | --- |
| Funzione di Binh e Korn                        | Binh and Korn function            | {\displaystyle {\text{Minimize}}={\begin{cases}f_{1}\left(x,y\right)&=4x^{2}+4y^{2}\\f_{2}\left(x,y\right)&=\left(x-5\right)^{2}+\left(y-5\right)^{2}\\\end{cases}}} | {\displaystyle {\text{s.t.}}={\begin{cases}g_{1}\left(x,y\right)&=\left(x-5\right)^{2}+y^{2}\leq 25\\g_{2}\left(x,y\right)&=\left(x-8\right)^{2}+\left(y+3\right)^{2}\geq 7.7\\\end{cases}}} | {\displaystyle 0\leq x\leq 5}, {\displaystyle 0\leq y\leq 3} |
| Funzione di Chakong e Haimes                   | Chakong and Haimes function       | {\displaystyle {\text{Minimize}}={\begin{cases}f_{1}\left(x,y\right)&=2+\left(x-2\right)^{2}+\left(y-1\right)^{2}\\f_{2}\left(x,y\right)&=9x+\left(y-1\right)^{2}\\\end{cases}}} | {\displaystyle {\text{s.t.}}={\begin{cases}g_{1}\left(x,y\right)&=x^{2}+y^{2}\leq 225\\g_{2}\left(x,y\right)&=x-3y+10\leq 0\\\end{cases}}} | {\displaystyle -20\leq x,y\leq 20} |
| Funzione di Fonseca e Fleming                  | Fonseca and Fleming function      | {\displaystyle {\text{Minimize}}={\begin{cases}f_{1}\left({\boldsymbol {x}}\right)&=1-\exp \left(-\sum _{i=1}^{n}\left(x_{i}-{\frac {1}{\sqrt {n}}}\right)^{2}\right)\\f_{2}\left({\boldsymbol {x}}\right)&=1-\exp \left(-\sum _{i=1}^{n}\left(x_{i}+{\frac {1}{\sqrt {n}}}\right)^{2}\right)\\\end{cases}}} | | {\displaystyle -4\leq x_{i}\leq 4}, {\displaystyle 1\leq i\leq n} |
| Funzione test n. 4                             | Test function 4.                  | {\displaystyle {\text{Minimize}}={\begin{cases}f_{1}\left(x,y\right)&=x^{2}-y\\f_{2}\left(x,y\right)&=-0.5x-y-1\\\end{cases}}} | {\displaystyle {\text{s.t.}}={\begin{cases}g_{1}\left(x,y\right)&=6.5-{\frac {x}{6}}-y\geq 0\\g_{2}\left(x,y\right)&=7.5-0.5x-y\geq 0\\g_{3}\left(x,y\right)&=30-5x-y\geq 0\\\end{cases}}} | {\displaystyle -7\leq x,y\leq 4} |
| Funzione di Kursawe                            | Kursawe function                  | {\displaystyle {\text{Minimize}}={\begin{cases}f_{1}\left({\boldsymbol {x}}\right)&=\sum _{i=1}^{2}\left[-10\exp \left(-0.2{\sqrt {x_{i}^{2}+x_{i+1}^{2}}}\right)\right]\\&\\f_{2}\left({\boldsymbol {x}}\right)&=\sum _{i=1}^{3}\left[\left\|x_{i}\right\|^{0.8}+5\sin \left(x_{i}^{3}\right)\right]\\\end{cases}}} | | {\displaystyle -5\leq x_{i}\leq 5}, {\displaystyle 1\leq i\leq 3}. |
| Funzione di Schaffer n. 1                      | Schaffer function N.1             | {\displaystyle {\text{Minimize}}={\begin{cases}f_{1}\left(x\right)&=x^{2}\\f_{2}\left(x\right)&=\left(x-2\right)^{2}\\\end{cases}}} | | {\displaystyle -A\leq x\leq A}. Values of {\displaystyle A} form {\displaystyle 10} to {\displaystyle 10^{5}} have been used successfully. Higher values of {\displaystyle A} increase the difficulty of the problem. |
| Funzione di Schaffer n. 2                      | Schaffer function N.2             | {\displaystyle {\text{Minimize}}={\begin{cases}f_{1}\left(x\right)&={\begin{cases}-x,&{\text{if }}x\leq 1\\x-2,&{\text{if }}1<x\leq 3\\4-x,&{\text{if }}3<x\leq 4\\x-4,&{\text{if }}x>4\\\end{cases}}\\f_{2}\left(x\right)&=\left(x-5\right)^{2}\\\end{cases}}} | | {\displaystyle -5\leq x\leq 10}. |
| Funzione di Poloni                             | Poloni's two objective function   | {\displaystyle {\text{Minimize}}={\begin{cases}f_{1}\left(x,y\right)&=\left[1+\left(A_{1}-B_{1}\left(x,y\right)\right)^{2}+\left(A_{2}-B_{2}\left(x,y\right)\right)^{2}\right]\\f_{2}\left(x,y\right)&=\left(x+3\right)^{2}+\left(y+1\right)^{2}\\\end{cases}}} {\displaystyle {\text{where}}={\begin{cases}A_{1}&=0.5\sin \left(1\right)-2\cos \left(1\right)+\sin \left(2\right)-1.5\cos \left(2\right)\\A_{2}&=1.5\sin \left(1\right)-\cos \left(1\right)+2\sin \left(2\right)-0.5\cos \left(2\right)\\B_{1}\left(x,y\right)&=0.5\sin \left(x\right)-2\cos \left(x\right)+\sin \left(y\right)-1.5\cos \left(y\right)\\B_{2}\left(x,y\right)&=1.5\sin \left(x\right)-\cos \left(x\right)+2\sin \left(y\right)-0.5\cos \left(y\right)\end{cases}}} | | {\displaystyle -\pi \leq x,y\leq \pi } |
| Funzione di Zitzler–Deb–Thiele n. 1            | Zitzler-Deb-Thiele's function N.1 | {\displaystyle {\text{Minimize}}={\begin{cases}f_{1}\left({\boldsymbol {x}}\right)&=x_{1}\\f_{2}\left({\boldsymbol {x}}\right)&=g\left({\boldsymbol {x}}\right)h\left(f_{1}\left({\boldsymbol {x}}\right),g\left({\boldsymbol {x}}\right)\right)\\g\left({\boldsymbol {x}}\right)&=1+{\frac {9}{29}}\sum _{i=2}^{30}x_{i}\\h\left(f_{1}\left({\boldsymbol {x}}\right),g\left({\boldsymbol {x}}\right)\right)&=1-{\sqrt {\frac {f_{1}\left({\boldsymbol {x}}\right)}{g\left({\boldsymbol {x}}\right)}}}\\\end{cases}}} | | {\displaystyle 0\leq x_{i}\leq 1}, {\displaystyle 1\leq i\leq 30}. |
| Funzione di Zitzler–Deb–Thiele n. 2            | Zitzler-Deb-Thiele's function N.2 | {\displaystyle {\text{Minimize}}={\begin{cases}f_{1}\left({\boldsymbol {x}}\right)&=x_{1}\\f_{2}\left({\boldsymbol {x}}\right)&=g\left({\boldsymbol {x}}\right)h\left(f_{1}\left({\boldsymbol {x}}\right),g\left({\boldsymbol {x}}\right)\right)\\g\left({\boldsymbol {x}}\right)&=1+{\frac {9}{29}}\sum _{i=2}^{30}x_{i}\\h\left(f_{1}\left({\boldsymbol {x}}\right),g\left({\boldsymbol {x}}\right)\right)&=1-\left({\frac {f_{1}\left({\boldsymbol {x}}\right)}{g\left({\boldsymbol {x}}\right)}}\right)^{2}\\\end{cases}}} | | {\displaystyle 0\leq x_{i}\leq 1}, {\displaystyle 1\leq i\leq 30}. |
| Funzione di Zitzler–Deb–Thiele's function n. 3 | Zitzler-Deb-Thiele's function N.3 | {\displaystyle {\text{Minimize}}={\begin{cases}f_{1}\left({\boldsymbol {x}}\right)&=x_{1}\\f_{2}\left({\boldsymbol {x}}\right)&=g\left({\boldsymbol {x}}\right)h\left(f_{1}\left({\boldsymbol {x}}\right),g\left({\boldsymbol {x}}\right)\right)\\g\left({\boldsymbol {x}}\right)&=1+{\frac {9}{29}}\sum _{i=2}^{30}x_{i}\\h\left(f_{1}\left({\boldsymbol {x}}\right),g\left({\boldsymbol {x}}\right)\right)&=1-{\sqrt {\frac {f_{1}\left({\boldsymbol {x}}\right)}{g\left({\boldsymbol {x}}\right)}}}-\left({\frac {f_{1}\left({\boldsymbol {x}}\right)}{g\left({\boldsymbol {x}}\right)}}\right)\sin \left(10\pi f_{1}\left({\boldsymbol {x}}\right)\right)\end{cases}}}                                                                          | | {\displaystyle 0\leq x_{i}\leq 1}, {\displaystyle 1\leq i\leq 30}. |
| Funzione di Zitzler–Deb–Thiele n. 4            | Zitzler-Deb-Thiele's function N.4 | {\displaystyle {\text{Minimize}}={\begin{cases}f_{1}\left({\boldsymbol {x}}\right)&=x_{1}\\f_{2}\left({\boldsymbol {x}}\right)&=g\left({\boldsymbol {x}}\right)h\left(f_{1}\left({\boldsymbol {x}}\right),g\left({\boldsymbol {x}}\right)\right)\\g\left({\boldsymbol {x}}\right)&=91+\sum _{i=2}^{10}\left(x_{i}^{2}-10\cos \left(4\pi x_{i}\right)\right)\\h\left(f_{1}\left({\boldsymbol {x}}\right),g\left({\boldsymbol {x}}\right)\right)&=1-{\sqrt {\frac {f_{1}\left({\boldsymbol {x}}\right)}{g\left({\boldsymbol {x}}\right)}}}\end{cases}}} | | {\displaystyle 0\leq x_{1}\leq 1}, {\displaystyle -5\leq x_{i}\leq 5}, {\displaystyle 2\leq i\leq 10} |
| Funzione di Zitzler–Deb–Thiele n. 6            | Zitzler-Deb-Thiele's function N.6 | {\displaystyle {\text{Minimize}}={\begin{cases}f_{1}\left({\boldsymbol {x}}\right)&=1-\exp \left(-4x_{1}\right)\sin ^{6}\left(6\pi x_{1}\right)\\f_{2}\left({\boldsymbol {x}}\right)&=g\left({\boldsymbol {x}}\right)h\left(f_{1}\left({\boldsymbol {x}}\right),g\left({\boldsymbol {x}}\right)\right)\\g\left({\boldsymbol {x}}\right)&=1+9\left[{\frac {\sum _{i=2}^{10}x_{i}}{9}}\right]^{0.25}\\h\left(f_{1}\left({\boldsymbol {x}}\right),g\left({\boldsymbol {x}}\right)\right)&=1-\left({\frac {f_{1}\left({\boldsymbol {x}}\right)}{g\left({\boldsymbol {x}}\right)}}\right)^{2}\\\end{cases}}} | | {\displaystyle 0\leq x_{i}\leq 1}, {\displaystyle 1\leq i\leq 10}. |
| Funzione di Viennet                            | Viennet function                  | {\displaystyle {\text{Minimize}}={\begin{cases}f_{1}\left(x,y\right)&=0.5\left(x^{2}+y^{2}\right)+\sin \left(x^{2}+y^{2}\right)\\f_{2}\left(x,y\right)&={\frac {\left(3x-2y+4\right)^{2}}{8}}+{\frac {\left(x-y+1\right)^{2}}{27}}+15\\f_{3}\left(x,y\right)&={\frac {1}{x^{2}+y^{2}+1}}-1.1\exp \left(-\left(x^{2}+y^{2}\right)\right)\\\end{cases}}} | | {\displaystyle -3\leq x,y\leq 3}. |
| Funzione di Osyczka e Kundu                    | Osyczka and Kundu function        | {\displaystyle {\text{Minimize}}={\begin{cases}f_{1}\left({\boldsymbol {x}}\right)&=-25\left(x_{1}-2\right)^{2}-\left(x_{2}-2\right)^{2}-\left(x_{3}-1\right)^{2}-\left(x_{4}-4\right)^{2}-\left(x_{5}-1\right)^{2}\\f_{2}\left({\boldsymbol {x}}\right)&=\sum _{i=1}^{6}x_{i}^{2}\\\end{cases}}} | {\displaystyle {\text{s.t.}}={\begin{cases}g_{1}\left({\boldsymbol {x}}\right)&=x_{1}+x_{2}-2\geq 0\\g_{2}\left({\boldsymbol {x}}\right)&=6-x_{1}-x_{2}\geq 0\\g_{3}\left({\boldsymbol {x}}\right)&=2-x_{2}+x_{1}\geq 0\\g_{4}\left({\boldsymbol {x}}\right)&=2-x_{1}+3x_{2}\geq 0\\g_{5}\left({\boldsymbol {x}}\right)&=4-\left(x_{3}-3\right)^{2}-x_{4}\geq 0\\g_{6}\left({\boldsymbol {x}}\right)&=\left(x_{5}-3\right)^{2}+x_{6}-4\geq 0\end{cases}}} | {\displaystyle 0\leq x_{1},x_{2},x_{6}\leq 10}, {\displaystyle 1\leq x_{3},x_{5}\leq 5}, {\displaystyle 0\leq x_{4}\leq 6}.                                                                                           |
| Funzione CTP1                                  | CTP1 function (2 variables).      | {\displaystyle {\text{Minimize}}={\begin{cases}f_{1}\left(x,y\right)&=x\\f_{2}\left(x,y\right)&=\left(1+y\right)\exp \left(-{\frac {x}{1+y}}\right)\end{cases}}} | {\displaystyle {\text{s.t.}}={\begin{cases}g_{1}\left(x,y\right)&={\frac {f_{2}\left(x,y\right)}{0.858\exp \left(-0.541f_{1}\left(x,y\right)\right)}}\geq 1\\g_{1}\left(x,y\right)&={\frac {f_{2}\left(x,y\right)}{0.728\exp \left(-0.295f_{1}\left(x,y\right)\right)}}\geq 1\end{cases}}} | {\displaystyle 0\leq x,y\leq 1}. |
| Problema Constr-Ex                             | Constr-Ex problem.                | {\displaystyle {\text{Minimize}}={\begin{cases}f_{1}\left(x,y\right)&=x\\f_{2}\left(x,y\right)&={\frac {1+y}{x}}\\\end{cases}}} | {\displaystyle {\text{s.t.}}={\begin{cases}g_{1}\left(x,y\right)&=y+9x\geq 6\\g_{1}\left(x,y\right)&=-y+9x\geq 1\\\end{cases}}} | {\displaystyle 0.1\leq x\leq 1}, {\displaystyle 0\leq y\leq 5} |